# Doping
Doping ve sportu označuje používání látek a metod uvedených v Seznamu zakázaných látek a metod vydávaném každoročně Světovou antidopingovou agenturou (WADA). Zamýšleným efektem dopingu je zejména bezprostřední zvýšení výkonu nebo urychlení regenerace při tréninku. Obzvlášť nebezpečný je hlavně státem podporovaný a organizovaný doping.
Látky k povzbuzení výkonu se vyskytovaly již od starověku (např. gladiátoři používali směs medu a alkoholu). Ve vrcholných sportovních soutěžích je intenzívně sledován od poslední čtvrtiny 20. století a bývá pravidelně příčinou řady skandálů. Dopingu se dopustili švédští hráči na mistrovství světa v ledním hokeji 1974. Bývalý americký cyklista Lance Armstrong přiznal, že dopoval od 21 let. Známý byl během studené války doping u sportovců ve Východním Německu (NDR). Důvodem, proč NDR dopovala své sportovce, byla snaha reprezentovat stát se socialistickým zřízením jako lepší. Na poslední letní olympiádě z dob studené války, v Soulu 1988, získala NDR 102 medailí, což ji v hodnocení zemí zařadilo hned na druhé místo po Sovětském svazu. Pro srovnání, téměř čtyřnásobně větší Západní Německo bylo v počtu medailí páté se čtyřiceti medailemi. Jen za dvě desetiletí NDR získala 519 olympijských medailí, z toho 192 zlatých. Daní za tento úspěch však byly stovky zničených životů, protože NDR byla obrem nejen ve sportu, ale i v dopingu. Rozsáhlý státem podporovaný doping sportovců existoval též v Západním Německu a v Číně. V letech 1988 až 2000 se Olympijský výbor Spojených států amerických snažil krýt doping stovek amerických sportovců, včetně Carl Lewise nebo Joe DeLoache. Od roku 2014 jsou předmětem vyšetřování a trestů zejména Rusko a jeho antidopingová agentura RUSADA. Výkonný výbor Světové antidopingové agentury WADA 9. prosince 2019 rozhodl a oznámil, že Rusko bylo kvůli dopingu na čtyři roky vyloučeno z OH a mistrovství světa a také že znovu suspendoval agenturu RUSADA.
Kvůli možnému dopingu jsou vrcholoví sportovci povinni ihned po skončení soutěží odevzdávat vzorky moči k analýze, případný pozitivní výsledek testu vede zpravidla k diskvalifikaci sportovce ze soutěže a k odebrání medaile a jiných ocenění.

## Dopingové látky a metody (Mezinárodní olympijský výbora lékařská komise)
- podávání látek, které patří do zakázaných skupin:
  - stimulancia
  - narkotika
  - anabolické steroidy
  - látky s antiestrogenní aktivitou
  - diuretika
  - peptidy a glykoproteinové hormony

- užití dalších dopingových metod:
  - krevní doping
  - farmakologické, chemické a fyzikální manipulace

Dále jsou definovány látky a skupiny látek, které podléhají jistým omezením (alkohol, kanabinoidy, lokální anestetika, kortikosteroidy a beta-blokátory).
Při nemoci je možno léčit léky, které obsahují dopingové látky, ale sportovec nesmí začít trénovat nebo dokonce nesmí nastoupit na závod, dokud látka z těla nezmizí. Lze však ze zdravotních důvodů získat výjimku (TUE) a závodit se zakázanou látkou.
U anabolických steroidů, hormonů a diuretik může jejich užívání dopingový komisař kontrolovat po celý rok.